# Jack McCartan
John William "Jack" McCartan, född 5 augusti 1935 i Saint Paul i Minnesota, är en amerikansk före detta ishockeyspelare.
McCartan blev olympisk guldmedaljör i ishockey vid vinterspelen 1960 i Squaw Valley.